# Open Pereira 2011
L'Open Pereira 2011, noto anche come Seguros Bolivar Open Pereira per motivi di sponsorizzazxione, è stato un torneo professionistico di tennis maschile giocato sulla terra rossa. È stata la 3ª edizione del torneo, che fa parte dell'ATP Challenger Tour nell'ambito dell'ATP Challenger Tour 2011. Si è giocato a Pereira in Colombia dal 4 al 10 aprile 2011.

## Partecipanti

### Teste di serie
| Nazionalità | Giocatore              | Ranking* | Testa di serie |
| ----------- | ---------------------- | -------- | -------------- |
| Colombia    | Alejandro Falla        | 108      | 1              |
| Argentina   | Eduardo Schwank        | 121      | 2              |
| Brasile     | João Souza             | 125      | 3              |
| Francia     | Éric Prodon            | 129      | 4              |
| Italia      | Paolo Lorenzi          | 154      | 5              |
| Argentina   | Diego Junqueira        | 155      | 6              |
| Brasile     | Rogério Dutra da Silva | 159      | 7              |
| Argentina   | Leonardo Mayer         | 163      | 8              |

- Ranking al 21 marzo 2011.

### Altri partecipanti
Giocatori che hanno ricevuto una wild card:
- Nicolás Barrientos
- Manuel Barros
- Sebastián López
- Eduardo Struvay

Giocatori che sono passati dalle qualificazioni:
- Júlio César Campozano
- Guillermo Durán
- Marco Trungelliti
- Dennis Zivkovic

## Campioni

### Singolare
Paolo Lorenzi ha battuto in finale  Rogério Dutra da Silva con il punteggio di 7–5, 6–2

### Doppio
Marcel Felder /  Carlos Salamanca hanno battuto in finale  Alejandro Falla /  Eduardo Struvay con il punteggio di 7–6(5), 6–4